# Nikolái Leskov
Nikolái Semiónovich Leskov (ruso: Николай Семёнович Лесков; Gorójovo, Óblast de Oriol, 4.jul./ 16 de febrero de 1831greg. - San Petersburgo, 21 de febrerojul./ 5 de marzo de 1895greg.) fue un escritor y periodista ruso.

## Biografía
Nieto de un sacerdote ortodoxo ruso y sobrino de un cuáquero inglés, siempre se interesó por las cuestiones morales y religiosas y sostuvo puntos de vista de moralista ante cualquier cuestión. De familia noble y educado en buenos colegios, quedó huérfano a los 16 años y su herencia fue pasto de acreedores, de forma que tuvo que ganarse muy pronto la vida y no pudo realizar estudios universitarios. Trabajó como escribiente en el juzgado penal de su ciudad y luego como agente comercial en Kiev, a las órdenes de un tío político, en cuyo cometido viajó mucho por todo lo largo y ancho de Rusia y adquirió un conocimiento de primera mano del país y sus gentes; en sus últimos años, Leskov consideraría crucial este periodo en su desarrollo como escritor; también aprendió ucraniano y leyó mucho, filosofía y economía sobre todo. En 1853 se casó con Olga Smirnova, de la cual tendrá una hija y un hijo, Andrei, que será más tarde su biógrafo; al poco se separa de su mujer.
En 1861 se trasladó a San Petersburgo y empezó a trabajar como periodista; Entre 1862 y 1863 viajó a Europa Oriental y Francia y vive con Katerina Bubnova desde 1865 hasta 1877. 
Ya en 1862 había publicado su primer relato de ficción, El bandido; a él seguirán sus novelas políticas Sin salida (1864), cuyo carácter antinihilista le supuso las críticas de los círculos progresistas; tanto Enemigos mortales como Acuchillado (1871) prosiguen este ataque a las doctrinas materialistas y a la pérdida de valores de la sociedad; por el contrario, Leskov prescribe a las crisis individuales y sociales el remedio del perfeccionamiento ético y social del individuo, del que vendrá el de la nación. Próximo al partido conservador, ensalza la vida patriarcal del clero ortodoxo en sus "Crónicas del pasado": Gentes de la Iglesia, (1872); El ángel sellado (1873), donde además relata las curiosas peripecias de un icono confiscado. Bien mirado entonces por el poder establecido, obtuvo en 1874 un puesto en el Ministerio de Instrucción Pública y, poco después, otro en el de Hacienda. Pero la publicación en 1878 de Pequeños detalles de la vida episcopal, de corte satírico y anticlerical, le hizo perder sus cargos oficiales en el estado zarista; su estética ya se ha vuelto más crítica y así continúa ya hasta el final en Apuntes de un desconocido (1884) o en el cuento Pequeña equivocación (1883). En sus últimos años, influido por el Espiritualismo en que va a parar parte del Realismo europeo, y por su máximo representante en Rusia, León Tolstói, alterna su crítica humorística y satírica con el ensalzamiento de la vida sencilla de los hombres del pueblo y de las figuras religiosas del pasado. Así ofrece retratos del «varón justo» casi siempre perseguido pero dotado de virtudes cristianas, prototipo según el autor del carácter ruso ideal. Sus protagonistas de este ciclo proceden del pueblo, por lo general, y son tratados por el autor con gran simpatía y a veces con un exquisito humor: El peregrino encantado (1873), El inmortal Golován (1880), La pulga de acero (1881), Los varones interesantes (1885), Un hombre de guardia (1887), Los ingenieros incorruptibles (1888). 
Durante los años 1880, Leskov, en su afán de reforma moral evangélica y de humildad cristiana, inicia un ciclo nuevo, basado en las vidas de los santos de las leyendas bizantinas: El juglar Pamfalón (1887) y La hermosa Aza (1888), entre otras. Por otra parte, sus denuncias de los graves defectos del sistema zarista son tan virulentas que la policía secuestra y quema sus obras, como Gracia administrativa (escrita en 1893 y publicada en 1934) o Madriguera lebruna (escr. 1894, publ. 1917). Son satíricas también Alegría y tristeza (1871) y El sinvergüenza (1877), entre otras.

## Obra

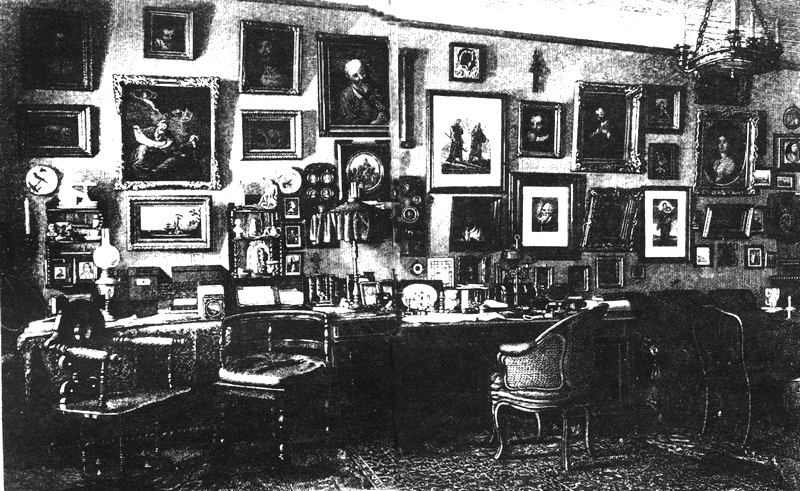
Estudio de Nikolai Leskov en San Petersburgo.

Leskov resultó ser pues una pura contradicción: un liberal doctrinario que nunca llegó a ser agnóstico y criticó las rigideces de la iglesia ortodoxa, y que fue condenado a la vez por conservadores e izquierdistas; algo de eso hay en uno de sus temas preferidos, el enfrentamiento entre los ideales y la realidad, que le da su particular tono cervantino.
Muy dotado para la narrativa corta, destacan en ella títulos como Vida de una mujer del pueblo (1863), de ambiente rural, La pulga de acero (1881), considerada por Walter Benjamin como su mejor obra corta, o Lady Macbeth de Mtsensk (1865), relato (sin relación con la obra de Shakespeare más allá del título) sobre los crímenes de una mujer burguesa dividida entre un amante y los preceptos de la moral reinante, que desea conservar.
Leskov renovó el idioma literario, al que aporta su conocimiento tanto del ruso más vulgar en todos sus registros, dialectalismos y argots como del más culto y clásico, e incluso del antiguo eslavo eclesiástico; su sanchopancesco uso de las etimologías populares recuerda a las prevaricaciones idiomáticas de Cervantes. Su obra supone un gran fresco de la vida rusa en la segunda mitad del siglo XIX. Es a la vez un admirador de héroes y un humorista. No fue bien comprendido en su época, aunque tuvo el aprecio de Máximo Gorki y conocería una gran influencia ulterior en la narrativa soviética. 
Creó una galería de tipos originales, raros y pintorescos: monjes mansos, fanáticos religiosos, amantes apasionados, campesinos aparentemente simples, excéntricos, burócratas, comerciantes, que animan cuentos como Viejos años en la aldea Plodomásovo (1869), Familia venida a menos (1874) y Antigüedades de Pechersk (1883).

## Ediciones en español de sus obras
- Lady Macbeth de Mtsensk. Traducción de Silvia Serra y Augusto Vidal. Madrid: Ediciones Internacionales Universitarias, 2000.
- Lady Macbeth de Mtsensk y otros relatos. Traducción de Fernando Otero Macías. Barcelona: Alba, 2003.
- Una lady Macbeth de Mtsensk. Traducción de Gala Álvarez. Akal, 2008.[1] ISBN 978-84-460-2691-4
- Lady Macbeth de Mtsensk. Traducción de Marta Sánchez-Nieves; ilustraciones de Ignasi Blanch. Nórdica Libros, 2015.
- La pulga de acero. Traducción de Sara Gutiérrez. Madrid: Impedimenta, 2007. ISBN 978-84-935927-1-4.
- El pavo real. Traducción de Jorge Segovia y Violetta Beck. Vigo: Maldoror, 2007. ISBN 978-84-934956-5-7.
- El peregrino encantado. Madrid: Alba, 2009.
- Una familia venida a menos. Barcelona: El Aleph Editores, 2010.

## Adaptaciones cinematográficas
- Películas basadas en sus obras